# Гигантски мунтжак
Гигантският мунтжак или мунтджак (Muntiacus vuquangensis) е представител на семейство Еленови открит през 1994 г. в горите на Ву Куанг, провинция Ха Тинх, Северен Виетнам. Среща се и в Централен Лаос. На височина в холката достига 70 cm, което го прави наистина гигантски в сравнение с останалите познати Мунтжаки. Първоначално е бил класифициран в отделен род (Megamuntiacus), но впоследствие се установява неговото близко родство с обикновения (индийски) мунтжак (Muntiacus muntjak). 
Видът е рядък, но недостатъчно проучен за да бъде класифициран в Червения списък на световнозатрашените видове на IUCN.